# Souvigny
Souvigny és un municipi francès, situat al departament de l'Alier i a la regió d'Alvèrnia-Roine-Alps. L'any 2007 tenia 1.950 habitants.

## Demografia

### Població
El 2007 la població de fet de Souvigny era de 1.950 persones. Hi havia 884 famílies de les quals 355 eren unipersonals (117 homes vivint sols i 238 dones vivint soles), 234 parelles sense fills, 210 parelles amb fills i 85 famílies monoparentals amb fills.
La població ha evolucionat segons el següent gràfic:
Habitants censats

### Habitatges
El 2007 hi havia 1.049 habitatges, 909 eren l'habitatge principal de la família, 38 eren segones residències i 103 estaven desocupats. 771 eren cases i 270 eren apartaments. Dels 909 habitatges principals, 518 estaven ocupats pels seus propietaris, 371 estaven llogats i ocupats pels llogaters i 20 estaven cedits a títol gratuït; 58 tenien una cambra, 80 en tenien dues, 175 en tenien tres, 240 en tenien quatre i 356 en tenien cinc o més. 525 habitatges disposaven pel capbaix d'una plaça de pàrquing. A 369 habitatges hi havia un automòbil i a 333 n'hi havia dos o més.

### Piràmide de població
La piràmide de població per edats i sexe el 2009 era:
| Homes | Edats   | Dones |
| ----- | ------- | ----- |
| 0     | 95 o +  | 8     |
| 4     | 90 a 94 | 32    |
| 8     | 85 a 89 | 20    |
| 12    | 80 a 84 | 12    |
| 44    | 75 a 79 | 80    |
| 68    | 70 a 74 | 72    |
| 44    | 65 a 69 | 48    |
| 40    | 60 a 64 | 36    |
| 52    | 55 a 59 | 40    |
| 40    | 50 a 54 | 56    |
| 64    | 45 a 49 | 56    |
| 68    | 40 a 44 | 68    |
| 84    | 35 a 39 | 40    |
| 80    | 30 a 34 | 76    |
| 56    | 25 a 29 | 84    |
| 40    | 20 a 24 | 40    |
| 52    | 15 a 19 | 48    |
| 64    | 10 a 14 | 44    |
| 80    | 5 a 9   | 64    |
| 80    | 0 a 4   | 48    |

## Economia
El 2007 la població en edat de treballar era de 1.146 persones, 859 eren actives i 287 eren inactives. De les 859 persones actives 766 estaven ocupades (410 homes i 356 dones) i 92 estaven aturades (40 homes i 52 dones). De les 287 persones inactives 108 estaven jubilades, 87 estaven estudiant i 92 estaven classificades com a «altres inactius».

### Ingressos
El 2009 a Souvigny hi havia 832 unitats fiscals que integraven 1.903 persones, la mediana anual d'ingressos fiscals per persona era de 15.444 €.

### Activitats econòmiques
Dels 95 establiments que hi havia el 2007, 3 eren d'empreses extractives, 6 d'empreses alimentàries, 1 d'una empresa de fabricació de material elèctric, 5 d'empreses de fabricació d'altres productes industrials, 15 d'empreses de construcció, 16 d'empreses de comerç i reparació d'automòbils, 3 d'empreses de transport, 6 d'empreses d'hostatgeria i restauració, 1 d'una empresa d'informació i comunicació, 4 d'empreses financeres, 12 d'empreses de serveis, 13 d'entitats de l'administració pública i 10 d'empreses classificades com a «altres activitats de serveis».
Dels 24 establiments de servei als particulars que hi havia el 2009, 1 era una gendarmeria, 1 oficina de correu, 2 oficines bancàries, 2 tallers de reparació d'automòbils i de material agrícola, 1 autoescola, 3 paletes, 3 guixaires pintors, 2 fusteries, 1 lampisteria, 1 electricista, 1 empresa de construcció, 2 perruqueries, 3 restaurants i 1 saló de bellesa.
Dels 9 establiments comercials que hi havia el 2009, 1 era un supermercat, 1 una botiga de menys de 120 m², 2 fleques, 2 carnisseries, 1 una llibreria i 2 floristeries.
L'any 2000 a Souvigny hi havia 54 explotacions agrícoles que ocupaven un total de 3.395 hectàrees.

## Equipaments sanitaris i escolars
El 2009 hi havia 1 farmàcia i 1 ambulància.
El 2009 hi havia 1 escola maternal i 2 escoles elementals.

## Poblacions més properes
El següent diagrama mostra les poblacions més properes.